# پرتی لانتی
پرتی لانتی (فنلاندی: Pertti Laanti؛ زادهٔ ۲۴ آوریل ۱۹۳۹) بازیکن بسکتبال اهل فنلاند بود. وی در بازی‌های المپیک تابستانی ۱۹۶۴ حضور داشته‌است.